# Wikinieuws
Wikinieuws, in het Engels en veel andere talen Wikinews genoemd, is een nieuwsbron van vrije informatie, in de vorm van een wiki waarin iedereen nieuwsartikelen kan publiceren over een breed scala van onderwerpen. Het is een project van de Wikimedia Foundation en werd formeel gestart in november 2004.
Het project heeft als hoofddoel "een diverse omgeving te creëren waar burgerjournalisten onafhankelijk nieuws kunnen verslaan over een grote variatie van huidige gebeurtenissen".  Er is tevens ruimte voor het schrijven van originele reportages, interviews en opiniestukken, naast gewone nieuwsberichten.

## Geschiedenis
Het project is voortgekomen uit een eerste oproep op 5 januari 2003 van een anonieme bewerker op Meta-Wiki. De Duitse freelance journalist en schrijver Erik Möller, die destijds lid was van de Wikimedia Foundation, besloot hierna het voorgestelde concept verder uit te werken. Eind 2004 werden de eerste bètaversies in het Engels en Duits gelanceerd. Later volgden versies in allerlei andere talen. De Engelstalige Wikinews kreeg in september 2005 een Creative Commons-licentie.
Tot op heden is de Russischtalige versie van Wikinews veruit de grootste.

## Standpunten
De artikelen op Wikinews dienen geschreven te worden vanuit een 'neutraal standpunt,' gedefinieerd (net als bij zusterproject Wikipedia) als één enkel standpunt dat door consensus onder 'rationele mensen' tot stand komt. Wie niet 'rationeel' is wordt als 'ideoloog' bestempeld. In de praktijk, zo gaf het project in 2008 zelf ook toe, worden nieuwsberichten op de Engelstalige Wikinews vooral geschreven vanuit een Anglo-Amerikaans standpunt, dus vanuit een liberaal-kapitalistische ideologie. Lezers uit niet-Angelsaksische landen worden opgeroepen om vooroordelen op politiek, cultureel of persoonlijk vlak te verwijderen, hetgeen in de praktijk echter slechts sporadisch gebeurt.
Het neutrale standpunt uit zich in principe ook door het belichten van meerdere zijden van een verhaal. Hierin verschilt het project bijvoorbeeld met Indymedia, dat tot stand komt door bijdragen van deelnemers aan een gebeurtenis. Handhaving van het neutrale standpunt komt echter vaker neer op het verwijderen van inhoud die door andere deelnemers als bezwaarlijk is aangemerkt, dan het toevoegen van andere standpunten.

## Individuele taalversies

### Engels
Op de Engelstalige Wikinews worden nieuwe artikelen standaard eerst beoordeeld door een vast team van proeflezers, voordat ze op de hoofdpagina mogen verschijnen. Het nieuwsfeit dat centraal staat mag in het algemeen niet langer geleden zijn dan een paar dagen op het moment van de publicatie. Ook dient elk artikel minimaal enkele alinea's lang te zijn.

### Nederlands
De Nederlandstalige versie, genaamd Wikinieuws, ging op 28 januari 2005 van start. Op 22 februari 2010 werd deze versie wegens een gebrek aan vrijwilligers stopgezet en als testproject verplaatst naar de Wikimedia Incubator. Sinds 5 juli 2017 staat de Nederlandstalige versie opnieuw in de hoofdnaamruimte van Wikimedia. Enkele andere taalversies van Wikinews, zoals Zweeds en Hongaars, zijn eveneens stilgezet wegens een te laag aantal bijdragers.

### Limburgs
Op 15 november 2018 ging er een versie van Wikinieuws in het Limburgs van start (onder de naam Wikinuujs). Het was de eerste versie van het project in een streektaal.

## Beoordelingen
Mediaonderzoeker Axel Bruns stelde in 2006, vrij kort na de oprichting van Wikinews, dat het neutraliteitsbeleid op het project dialoog tegenging en dat het project daarom voor het verslaan van nieuws ongeschikt zou zijn. Hij concludeerde verder dat de opzet van de site (alsmede gebrek aan ervaring bij de deelnemers) weinig innovatie toeliet en vooral tot herhaling van het traditionele format van berichtgeving zou leiden.
In een studie naar het effect van online media op sociaal vertrouwen stelde Collins (2009) dat Wikinews transparanter was qua bronvermelding dan traditionele media. Tegelijk bleek dat dit de betrouwbaarheid niet ten goede kwam, doordat de gebruikte bronnen vrijwel uitsluitend diezelfde traditionele media waren.